# Kungs
Valentin Brunel (phát âm tiếng Pháp: [valɑ̃tɛ̃ bʁynɛl]; sinh 17 tháng 12 năm 1996), được biết đến với nghệ danh Kungs (/kʊŋz/), là một DJ, nhà sản xuất và nhạc sĩ người Pháp. Anh nổi tiếng nhờ bài hát "This Girl", một tác phẩm hợp tác với Cookin' on 3 Burners.

## Danh sách đĩa nhạc
| Tựa đề | Chi tiết                                                                           | Vị trí cao nhất | Vị trí cao nhất | Vị trí cao nhất | Vị trí cao nhất | Vị trí cao nhất | Vị trí cao nhất |
| Tựa đề | Chi tiết                                                                           | FRA             | AUT             | CAN             | GER             | UK Dance        | US              |
| ------ | ---------------------------------------------------------------------------------- | --------------- | --------------- | --------------- | --------------- | --------------- | --------------- |
| Layers | - Phát hành: 4 tháng 11 năm 2016 - Nhãn: House of Barclay - Định dạng: CD, nhạc số | 8               | 74              | 33              | 56              | 4               | 196             |